# 竹内亮介
竹内 亮介（たけうち りょうすけ、1983年4月5日 - ）は、日本の実業家、著作家である。R・グローバルジャパン株式会社代表取締役。
2013年から輸入ビジネスのコンサルティングを開始し、2016年から「国際バイヤーズクラブ（International Buyers Club＝IBC）という副業・起業支援の私塾を開設している。
『いちばん儲かる!Amazon輸入ビジネスの極意』著者。

## 経歴
母の実家がある新宿区で産まれ、その後すぐ千葉に移動する。
1990年4月、市川市立塩焼小学校入学。1996年4月、私立市川中学校入学。1999年4月、私立市川高等学校入学。
2003年4月、立命館大学産業社会学部入学。のち立命館大学卒。
2012年2月、Amazon輸入ビジネスを開始。2013年4月、輸入ビジネスのコンサルティング開始。2014年3月、R・グローバルジャパン株式会社設立。
2015年1月、『いちばん儲かる!Amazon輸入ビジネスの極意』を秀和システムから出版。
2016年7月、国際バイヤーズクラブ（IBC）を開設。
2021年2月、好評につき、ベストセラーの大幅アップデート版『いちばん儲かる!Amazon輸入ビジネスの極意[第2版]』を秀和システムから出版（メンタリストDaiGoが推薦）。
2022年12月、一般社団法人・日本物販ビジネス協会を設立。
2023年1月、体制を変え新たに、国際バイヤーズカレッジ（IBC）開校。

## 著書
- いちばん儲かる!Amazon輸入ビジネスの極意（2015年1月24日、秀和システム、第13刷3万部）
- いちばん儲かる!Amazon輸入ビジネスの極意[第2版] （2021年2月18日、秀和システム、第4刷1.3万部・メンタリストDaiGo推薦書籍）
- ビジネス誌「COMPANY TANK」で表紙を飾る（2021年5月号）
- ビジネス誌「COMPANY TANK」でコラム「サラリーマンのための起業講座」を2018年から現在も毎号連載中
- 電子書籍「Amazon輸入大百科」